# Za linią wroga II: Oś zła
Za linią wroga II: Oś zła (tytuł oryg. Behind Enemy Lines: Axis of Evil) – amerykański film fabularny (dramat wojenny) z 2006 roku, wyreżyserowany przez Jamesa Dodsona. Wydany został w Polsce 18 stycznia 2007, bezpośrednio na rynek DVD; w większości terenów objętych dystrybucją również nie odnotował premiery kinowej. Projekt nie stanowi kontynuacji żadnego wątku fabularnego z Za linią wroga (2001).

## Fabuła
Rząd amerykański na podstawie zdjęć satelitarnych odkrywa, że Korea Północna posiada broń atomową, której w każdej chwili może użyć. Do Korei wysłany zostaje oddział komandosów, jednakże ich misja niespodziewanie zostaje przerwana. Czwórka żołnierzy, którzy zdążyli wyskoczyć z samolotu, zostaje sama na terenie wroga.

## Obsada
- Nicholas Gonzalez – porucznik Robert James
- Matt Bushell – bosman sztabowy Neil T. „Spaz” Callaghan
- Peter Coyote – Adair T. Manning, prezydent USA
- Bruce McGill – generał Norman T. Vance
- April Grace – Ellie Brilliard, sekretarz stanu
- Glenn Morshower – admirał Henry D. Wheeler
- Joseph Steven Yang – komandor Hwang
- Kenneth Choi – Li Sung Park, ambasador Korei Południowej
- Keith David – Scott Boytano

## Wersja polska
Opracowanie wersji polskiej: Start International Polska

Reżyseria: Paweł Galia

Dialogi: Tomasz Robaczewski

Dźwięk i montaż: Michał Skarżyński

Kierownictwo produkcji: Anna Kuszewska

Udział wzięli:
- Waldemar Barwiński – porucznik Robert James
- Cezary Nowak – bosman sztabowy Neil T. „Spaz” Callaghan
- Janusz Wituch – Adair T. Manning, prezydent USA
- Przemysław Sadowski – komandor Hwang
- Tadeusz Borowski – Weylon Armitage
- Janusz Zadura – Quang
- Robert Tondera – Koch
- Jacek Brzostyński – narrator